# هولهورشت
هولهورشت (به آلمانی: Hüllhorst) یک شهر در آلمان است که در میندن-لوبکه واقع شده‌است. هولهورشت ۱۳٬۴۸۹ نفر جمعیت دارد.